# Leucospilapteryx anaphalidis
Leucospilapteryx anaphalidis là một loài bướm đêm thuộc họ Gracillariidae. Chúng sinh sống ở Nhật Bản (Hokkaidō, Honshū) và Viễn Đông Nga.
Sải cánh dài 6-7.1 mm.
Ấu trùng ăn Anaphalis margaritacea.Chúng cuộn lá cây làm tổ.